# 7515 Marrucino
7515 Marrucino (tên chỉ định: 1986 EF5) là một tiểu hành tinh vành đai chính. Nó được phát hiện bởi Giovanni de Sanctis ở Đài thiên văn La Silla ở Chile ngày 5 tháng 3 năm 1986. Nó được đặt theo tên Marrucini, an ancient Italian tribe, và the namesake of the comune thuộc San Martino sulla Marrucina.